# HFS Plus
HFS Plus sau HFS+ este un sistem de fișiere dezvoltat de firma Apple Computer pentru a înlocui HFS (Hierarchical File System) ca sistem de fișiere primar utilizat pe computerele Macintosh. Este de asemenea unul dintre formatele utilizate de playerul muzical iPod.
HFS Plus este numele utilizat de către dezvoltatori, dar în documentație formatul este referit ca Mac OS Extended. Numele de cod din timpul dezvoltării a fost Sequoia.
Formatul HFS Plus se deosebește de celelalte formate prin faptul că este mai puțin limitat în ceea ce privește capacitatea de stocare. În tabelul de mai jos sunt câtva date comparative între diversele formate de stocare pentru Mac OS.
| Mac OS                | Fișiere/director | Mărimea max. a fișierului | Mărimea max. a volumului |
| --------------------- | ---------------- | ------------------------- | ------------------------ |
| Mac OS 8              | 32767 (215)      | 2 GiB                     | 2 TiB                    |
| Mac OS 9              | 32767 (215)      | 2 TiB                     | 2 TiB                    |
| Mac OS X 10 și 10.1   | 231              | 2 TiB                     | 2 TiB                    |
| Mac OS X 10.2         | 231              | 8 TiB                     | 8 TiB                    |
| Mac OS X 10.3 și 10.4 | 231              | 16 TiB                    | 16 TiB                   |
| HFS Plus              | nelimitat        | 16 EiB                    | 16 EiB                   |